# Hildegard Bentele

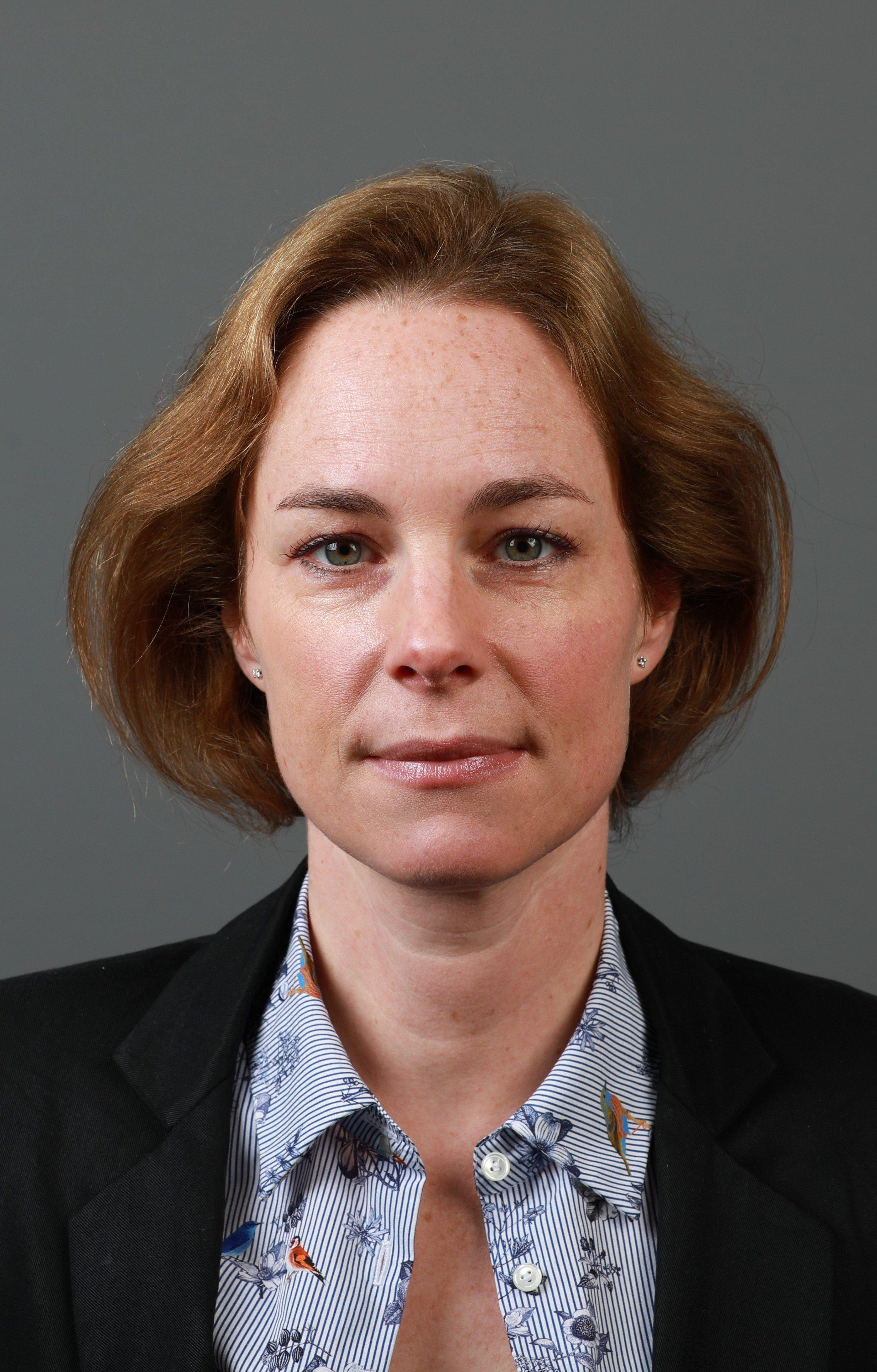
Hildegard Bentele em 2017

Hildegard Bentele (nascida em 9 de maio de 1967) é uma política alemã da União Democrata-Cristã (CDU) que atua como membro do Parlamento Europeu desde 2019.

## Carreira política
Das eleições estaduais de 2011 até 2019, Bentele foi membro do Parlamento Estadual de Berlim. Durante o seu período no parlamento, ela actuou como porta-voz do seu grupo para assuntos europeus de 2011 a 2016 e, posteriormente, como vice-presidente sob a liderança de Florian Graf.
Bentele é membro do Parlamento Europeu desde as eleições europeias de 2019. No parlamento, desempenha funções na Comissão do Desenvolvimento (desde 2019) e na Comissão da Indústria, Investigação e Energia (desde 2020). Além das suas atribuições nas comissões, faz parte da delegação do Parlamento para as relações com o Canadá. Ela também é membro do Intergrupo URBAN.